# Jean-Baptiste Bourgon de Foucherans
Jean-Baptiste Bourgon de Foucherans (7 septembre 1780, Besançon - 5 février 1870, Besançon), est un magistrat et homme politique français.

## Biographie
Conseiller à la Cour royale de Besançon et connu par ses sentiments conservateurs, il fut élu, le 24 novembre 1827, député du Doubs, au collège de département. 
« Le trône et nos institutions n'ont pas d'ami plus sincère », disent ses biographes. Il siégea au Centre droit, et vota, jusqu'à la fin de la législature, avec les royalistes modérés. 
Non réélu aux élections suivantes, il se consacra entièrement à ses fonctions de magistrat, devint, sous Louis-Philippe, président de chambre à la même Cour, et reçut, en 1853, le titre de président honoraire.

## Sources
- « Jean-Baptiste Bourgon de Foucherans », dans Adolphe Robert et Gaston Cougny, Dictionnaire des parlementaires français, Edgar Bourloton, 1889-1891 [détail de l’édition]